# Santa Luċija FC
Santa Luċija Football Club är en maltesisk fotbollsklubb baserad i Santa Luċija. Fotbollsklubb grundades 1974. De spelar på Grawund ta Santa Luċija i Santa Luċija.

## Färger
| Santa Luċija FC | Santa Luċija FC |

### Dräktsponsor
- Nike: ???? – nutid

### Trikåer
| Hemmaställ | Hemmaställ | Hemmaställ | Hemmaställ |

## Placering senaste säsonger
| Säsong  | Nivå | Liga                   | Placering | Referens    | Notering                       |
| ------- | ---- | ---------------------- | --------- | ----------- | ------------------------------ |
| 2018/19 | 2    | Maltese First Division | 3         | [ 1 ]       | Uppflyttad till Premier League |
| 2019/20 | 1    | Maltese Premier League | 12        | [ 2 ] [ 3 ] |                                |
| 2020/21 | 1    | Maltese Premier League | 8         | [ 4 ] [ 5 ] |                                |
| 2021/22 | 1    | Maltese Premier League | 11        | [ 6 ] [ 7 ] |                                |
| 2022/23 | 1    | Maltese Premier League | 12        | [ 8 ]       |                                |
| 2023/24 | 1    | Maltese Premier League | 11        | [ 9 ]       |                                |

## Kända spelare
- Jurgen Pisani
- Justin Haber
- Dexter Xuereb

## Tränare
- Giovanni Tedesco, (sedan 2022–)

### Fotnoter
1. ↑  2018/19 på RSSSF
2. ↑  2019/20 på RSSSF
3. ↑  2019/20 Soccerway
4. ↑  2020/21 på RSSSF
5. ↑  2020/21 på Soccerway
6. ↑  2021/22 på RSSSF
7. ↑  2021/22 på Soccerway
8. ↑  2022/23 på RSSSF
9. ↑  2023/24 på RSSSF